# Havank
Havank, pseudonym for Hendrikus Frederikus (Hans) van der Kallen (født 19. februar 1904, død 22. juni 1964), var en hollandsk forfatter, journalist og oversætter. Han udgav over 30 kriminalromaner og betragtes som en af grundlæggerne af den hollandske detektivgenre.

## Liv og gerning
Van der Kallen blev født i Leeuwarden og under pennavnet Havank (afledt af forkortelsen af hans navn, H van K) udgav han over 30 kriminalromaner og historier, hvor hovedpersonerne var de franske politibetjente Bruno Silvère og Charles C.M. Carlier (sidstnævnte bedre kendt som De Schaduw, "The Shadow").
Under 2. verdenskrig arbejdede Havank som redaktør, og lejlighedsvis som krigskorrespondent, til London-udgaven af det hollandske ugentlige Vrij Nederland. Kort efter krigen blev han inviteret til at skrive memoirerne for løjtnant-oberst Oreste Pinto, den oprindelige spycatcher. Disse memoirer blev offentliggjort i en række artikler i News Chronicle.
Havank oversatte også ca. 45 romaner til hollandsk, hovedsageligt af andre kriminalforfattere som Leslie Charteris, Raymond Chandler og E. Phillips Oppenheim. Siden midten af 1950'erne blev hans bøger udgivet i paperback-udgaver med omslag designet af illustratøren Dick Bruna. Havank anslås at have solgt mere end 6 millioner eksemplarer i sin levetid. Hans bøger var i tryk indtil begyndelsen af 1980'erne, da salget begyndte at falde. De er dog stadig tilgængelige i POD-udgaver (tryk på anmodning, engelsk: Print On Demand, forkortet POD). Indtil nu er kun to af bøgerne blevet oversat til et andet sprog; begge på tysk men udgivet i Schweiz. Efter hans død blev en ufærdig roman færdiggjort og udgivet af journalisten Pieter Terpstra, som fortsatte med at udgive Havank-titler under navnet Havank-Terpstra.
Havank levede det meste af sit liv i udlandet i det sydlige Frankrig, på Mallorca (Spanien) og i England. Han døde af et hjerteanfald efter at være vendt tilbage til Leeuwarden, i kort afstand fra hans fødested.

## Havank
Det hollandske retsmedicinske system, HAVANK, forbinder kriminelle og deres fingeraftryk via det såkaldte HAVANK nummer.